# Myrmecoderus dominicensis
Myrmecoderus dominicensis är en skalbaggsart som först beskrevs av Horn 1876.  Myrmecoderus dominicensis ingår i släktet Myrmecoderus och familjen trädbasbaggar. Inga underarter finns listade i Catalogue of Life.